# Simopteryx columbensis
Simopteryx columbensis är en fjärilsart som beskrevs av Paul Dognin 1913. Simopteryx columbensis ingår i släktet Simopteryx och familjen mätare. Inga underarter finns listade i Catalogue of Life.